# Paardensport op de Olympische Zomerspelen 2012
Paardensport is een van de sporten die beoefend werden tijdens de Olympische Zomerspelen 2012 in Londen. De wedstrijden vonden van 28 juli tot en met 8 augustus plaats in het Greenwich Park.

## Kwalificatie
Elke discipline kende haar eigen kwalificatieregels, maar was grotendeels gebaseerd op de FEI-olympic riders ranking en de geografische spreiding over zeven regio’s (A= Noordwest-Europa, B=Zuidwest-Europa, C= Centraal/Oost Europa + Centraal Azië, D = Noord-Amerika, E = Midden- + Zuid-Amerika, F = Afrika + Midden-Oosten, G = Zuidoost-Azië + Oceanië). Plaatsen werden aan een NOC toegekend, deze was vrij om de startlijst in te vullen.

### Dressuur
Aan de dressuurwedstrijden mochten maximaal 50 ruiters deelnemen. Elf teams – van drie ruiters – waren zeker van deelname aan de teamwedstrijd. Het gastland (en vice-wereldkampioen) Groot-Brittannië was automatisch geplaatst. Drie plaatsen werden vergeven op de Wereldruiterspelen 2010 (wereldkampioen Nederland, Duitsland en de Verenigde Staten). Drie plaatsen (uit regio’s A/B/C) werden op het EK 2011 in Rotterdam vergeven, twee (uit regio’s D/E) op de Pan-Amerikaanse Spelen 2011 in Guadalajara en twee op een kwalificatietoernooi voor landen uit de regio‘s F/G. Als van een land, buiten de gekwalificeerde elf, drie ruiters zich individueel wisten te plaatsen, dan vormden ook zij automatisch een team. Ze namen dan eveneens aan de teamwedstrijd deel.
De 33 ruiters van de gekwalificeerde teams werden aangevuld tot 50 met 17 individuele plaatsen. Hiervan werden zeven vergeven aan de hoogst geklasseerde ruiter van de zeven geografische regio’s. De resterende tien (en eventuele vrijgekomen) plaatsen werden aangevuld met de best geklasseerde ruiters op de FEI-ranking die zich niet op bovenstaande wijze hadden gekwalificeerd en waarbij een maximum van vier ruiters per land gold.

### Eventing
Aan de eventingwedstrijden mochten maximaal 75 ruiters deelnemen. Elf teams (van vijf ruiters) waren zeker van deelname aan de teamwedstrijd. (Per discipline onderdeel tellen de beste drie scores steeds mee voor de teamwedstrijd resultaten). Het gastland (en wereldkampioen) Groot-Brittannië was automatisch deelnemer. Vijf plaatsen werden vergeven op de Wereldruiterspelen 2010 (Canada, Nieuw-Zeeland, Verenigde Staten, Duitsland en België). Twee plaatsen (uit regio’s A/B/C) werden op het EK 2011 in Luhmühlen/Salzhausen vergeven, twee (uit regio’s D/E) op de Pan-Amerikaanse Spelen en een plaats op een kwalificatietoernooi voor landen uit de regio's F/G. Als van een land, buiten de gekwalificeerde elf, drie ruiters zich individueel wisten te plaatsen, dan vormden ook zij automatisch een team. Ze namen dan eveneens aan de teamwedstrijd deel.
De 55 ruiters van de gekwalificeerde teams werden aangevuld tot 75 met 20 individuele plaatsen. Hiervan werden er zeven vergeven aan de hoogst geklasseerde ruiter van de zeven geografische regio’s. De resterende dertien (en eventuele vrijgekomen) plaatsen werden aangevuld met de best geklasseerde ruiters op de FEI-ranking die zich niet op bovenstaande wijze hadden gekwalificeerd en waarbij een maximum van vier ruiters per land gold.

### Springen
Aan de springwedstrijden mochten maximaal 75 ruiters deelnemen. Vijftien teams (van vier ruiters) waren zeker van deelname aan de teamwedstrijd. Het gastland was automatisch deelnemer. Vijf plaatsen werden vergeven op de Wereldruiterspelen 2010 (wereldkampioen Duitsland, Frankrijk , België, Brazilië en Canada). Drie plaatsen (uit regio’s A/B) werden op het EK 2011 in Madrid vergeven, ook drie (uit regio’s D/E) op de Pan-Amerikaanse Spelen 2011, een plaats was bestemd voor een land uit de regio F en twee plaatsen waren voor landen uit de regio’s C/G.
De 60 ruiters van de gekwalificeerde teams werden aangevuld tot 75 met 15 individuele plaatsen. Deze werden vergeven aan ruiters (op basis van de FEI-ranking en/of klassering op genoemde kampioenschappen) die zich niet op bovenstaande wijze hadden gekwalificeerd en waarbij rekening werd gehouden met regionale vertegenwoordiging. (A/B=3, C=2, D=1, E=4, F=3 en G=2 deelnemers).

## Programma
| Onderdeel | Data         | Deelnemers |
| --------- | ------------ | ---------- |
| Eventing  | 28-31 juli   | 75         |
| Dressuur  | 2-8 augustus | 50         |
| Springen  | 4-9 augustus | 75         |

## Medailles
| Onderdeel            | Goud | Goud | Zilver | Zilver | Brons | Brons |
| -------------------- | ---- | --- | ------ | --- | ----- | --- |
| Dressuur individueel | GBR  | Charlotte Dujardin op Valegro | NED    | Adelinde Cornelissen op Parzival | GBR   | Laura Bechtolsheimer op Minstral Hojris |
| Dressuur team        | GBR  | Charlotte Dujardin op Valegro Carl Hester op Uthopia Laura Bechtolsheimer op Minstral Hojris                                         | GER    | Helen Langehanenberg op Damon Hill Dorothee Schneider op Diva Royal Kristina Sprehe op Desperados                                                              | NED   | Adelinde Cornelissen op Parzival Edward Gal op Undercover Anky van Grunsven op Salinero                                                                    |
| Eventing individueel | GER  | Michael Jung op Sam | SWE    | Sara Algotsson Ostholt op Wega | GER   | Sandra Auffarth op Opgun Louvo |
| Eventing team        | GER  | Sandra Auffarth op Opgun Louvo Michael Jung op Sam Ingrid Klimke op Butts Abraxxas Dirk Schrade op King Artus Peter Thomsen op Barny | GBR    | Kristina Cook op Miners Frolic William Fox-Pitt op Cool Mountain Mary King op Imperial Cavalier Zara Phillips op High Kingdom Nicola Wilson op Opposition Buzz | NZL   | Andrew Nicholson op Nereo Jonathan Paget op Clifton Promise Caroline Powell op Lenamore Jonelle Richards op Flintstar Mark Todd op Campino                 |
| Springen individueel | SUI  | Steve Guerdat op Nino des Buissonnets                                                                                                | NED    | Gerco Schröder op London | IRL   | Cian O'Connor op Blue Loyd 12 |
| Springen team        | GBR  | Scott Brash op Hello Sanctos Peter Charles op Vindicat Ben Maher op Tripple X Nick Skelton op Big Star                               | NED    | Marc Houtzagerop Tamino Gerco Schröder op London Maikel van der Vleuten op Verdi Jur Vrieling op Bubalo                                                        | KSA   | Kamal Bahamdan op Noblesse des Tess Ramzy Al Duhami op Bayard van de Villa There Abdullah ibn Mutaib Al-Soaed op Davos Abdullah Waleed Sharbatly op Sultan |

### Medaillespiegel
| Plaats | Land             | NOC    | Goud | Zilver | Brons | Totaal |
| ------ | ---------------- | ------ | ---- | ------ | ----- | ------ |
| 1      | Groot-Brittannië | GBR    | 3    | 1      | 1     | 5      |
| 2      | Duitsland        | GER    | 2    | 1      | 1     | 4      |
| 3      | Zwitserland      | SUI    | 1    | 0      | 0     | 1      |
| 4      | Nederland        | NED    | 0    | 3      | 1     | 4      |
| 5      | Zweden           | SWE    | 0    | 1      | 0     | 1      |
| 6      | Nieuw-Zeeland    | NZL    | 0    | 0      | 1     | 1      |
| 6      | Saoedi-Arabië    | KSA    | 0    | 0      | 1     | 1      |
| 6      | Ierland          | IRL    | 0    | 0      | 1     | 1      |
| Totaal | Totaal           | Totaal | 6    | 6      | 6     | 18     |